# Surigao du Nord

Localisation du Surigao del Norte sur la carte des Philippines.

Le Surigao del Norte est une province des Philippines située au nord de l'île de Mindanao. 
On y parle le surigaonon.
Son code ISO 3166-2:PH est SUN.

## Localités

### Ville
- Surigao City,

### Municipalités
- Alegria,
- Bacuag,
- Burgos,
- Claver
- Dapa,
- Del Carmen,
- General Luna,
- Gigaquit,
- Loreto,
- Mainit,
- Malimono,
- Pilar,
- Placer,
- San Benito,
- San Francisco (Anao-Aon),
- San Isidro,
- Santa Monica (Sapao),
- Sison
- Socorro,
- Tagana-an,
- Tubod